# La Chapelle-aux-Choux
La Chapelle-aux-Choux é uma comuna francesa na região administrativa do País do Loire, no departamento de Sarthe. Estende-se por uma área de 14.6 km². Em 2010 a comuna tinha 266 habitantes (densidade: 18,2 hab./km²).